# Криза демореальності в Україні
Окремі параметри демографічних процесів в Україні мали негативну динаміку ще від 1960-х рр. 
На початку 1990-х відносно плавне погіршення зазнало різкого прискорення, з'явилися інші руйнівні фактори і процес самовідтворення населення увійшов у стан гострої кризи. Відбулося незворотне за тогочасних умов падіння абсолютних і відносних показників народжуваності. За офіційними статистичними даними, середньорічний темп зниження сумарного показника народжуваності в останнє десятиліття 20 століття був у 10 разів вищим, ніж за попереднє 30-річчя, і вдвічі вищим, ніж у катастрофічні 1930-ті в УСРР. 
Основною причиною стало обвальне зменшення економічного забезпечення демопроцесу. Рівень заробітної плати став недостатнім не лише для утримування та виховання бажаного числа здорових дітей, а й для відновлення (у належній якості) робочої сили батьків. Окрім того, вкрай низький рівень пенсійного забезпечення повністю або частково непрацездатних людей старшого і похилого віку спонукав покоління середнього віку всіляко допомагати своїм батькам, що також негативно позначилося на бюджеті багатьох сімей, які могли б планувати народження дітей. Стримуючими дітонародження чинниками стали також платність освіти й медицини, високі ціни на ліки, незадовільні житлові умови. За таких обставин потреба в дітях, у материнстві й татівстві витіснялася іншими потребами, причому тим елементарнішими, чим нижчим був рівень життя. 
Уже 1993 навіть у селах, де традиційно народжуваність вища, ніж у містах, показник сумарної народжуваності впав значно нижче рівня (2,3 дитини на жінку), необхідного для простого відтворення населення («нульового приросту») за тогочасного рівня смертності. 2007 сумарний показник народжуваності по Україні становив 1,3 дитини на жінку (у містах — 1,2, у селах — 1,6 дитини).

## Стан здоров'я населення
У 1990-х роках значно погіршився стан здоров'я населення. Це було наслідком зубожіння переважної більшості громадян України, соціального стресу та занепаду системи охорони здоров'я, особливо в сільській місцевості. Життєвий тонус багатьох людей істотно знизився, і це негативно вплинуло на їхню життєзбережувальну поведінку, призвело до зростання смертності, особливо від зовнішніх причин (нещасні випадки, самогубства, вбивства) взагалі та надмірної смертності чоловіків у працездатному віці зокрема, небувалого раніше поширення алкоголізму та наркоманії, а також двох епідемій — ВІЛ/СНІДу і туберкульозу. За даними досліджень Інституту демографії та соціальних досліджень НАН України, показник середньої тривалості життя в Україні 2007 становив 67,8 року, у тому числі у чоловіків — 61,8, у жінок — 73,8 року. За цим показником Україна відстала від країн Європейського Союзу більше ніж на 10 років, а від Японії (у цій країні показник тривалості життя є найвищим) — більше ніж на 14 років.

## Смертність
Окремою демографічною проблемою є смертність немовлят. 2007 року смертність немовлят на 1000 живонароджених в Україні становила 11,0, у той час, як в економічно розвинутих країнах цей показник знаходиться у межах 3,2–4. Дослідження свідчать: якщо обрахунок рівня смертності немовлят в Україні перевести на міжнародні стандарти, то відповідний показник збільшиться майже у 2 рази. А це означає, що показник середньої тривалості життя в Україні, який наводять органи статистики, є відповідно завищеним.
Основними причинами смерті людей в Україні є хвороби системи кровообігу, новоутворення й зовнішні причини. Причому в чоловіків зовнішні причини смерті стали посідати друге місце після хвороб системи кровообігу, а в чоловіків працездатного віку — перше.

## Демографічний хрест
Падіння народжуваності та зростання смертності в сукупності призвели до того, що на плечі українського суспільства ліг «демографічний хрест»: так називають перетин протилежно спрямованих кривих народжуваності й смертності. Смертність почала перевищувати народжуваність в українських селах ще 1979, у містах — 1992, у загальноукраїнському масштабі — 1991. Відтоді в Україні прогресує депопуляція. 2007 у 95,7 % сільських адміністративних районів чисельність померлих була істотно більшою, ніж чисельність народжених, у тому числі в 59,8 % районів вона у 2 рази перевищувала чисельність народжених.
Нетто-коефіцієнт відтворення населення України, що показує, якою мірою попереднє покоління замінюється наступним, 2005–07, за даними Державного комітету статистики України, становив 0,626, тобто був трохи більшим половини від того рівня, що є необхідним для простого заміщення поколінь. За рахунок депопуляції чисельність населення України 1991—2007 зменшилася на 4,9 млн осіб, а від початку 1993, коли його чисельність була найбільшою — 52,2 млн, до початку 2008 природне убування населення і негативне міграційне сальдо разом склали 5,9 млн осіб. За розрахунками фахівців, якщо існуючі в Україні на початку 21 століття рівні народжуваності й смертності населення збереглися б і надалі, то навіть при нульовому сальдо міграції чисельність населення 2055 скоротилась би у 2 рази.
Тривале зменшення народжуваності в умовах загального погіршення рівня життя призвело до якісних змін у віковому складі населення — його постаріння, тобто зменшення частки дітей і збільшення частки людей старшого і похилого віку. На початку 2008 частка населення у віці старше працездатного становила 24,0 %, у тому числі в містах — 22,7 %, у селах — 27,0 %. За величиною частки населення віком 60 років і старше Україна посіла 11-те місце у світі й потрапила до групи демографічно найбільш старих країн (лідерами цієї групи є, однак, лише економічно розвинуті країни — Італія, Греція, Німеччина, Японія, Швеція та ін.; для порівняння: Білорусь посідає за цим показником 23-тє місце, Російська Федерація — 27-ме). В Україні утворилося стійке замкнене коло — депопуляція спричинює старіння населення, а старіння пришвидшує депопуляцію.
Старіння населення зумовлює посилення «навантаження» непрацездатних на працездатних: у цілому по Україні на 1000 осіб працездатного віку припадає 649 осіб непрацездатного. На побутовому рівні це «навантаження» здебільшого лягає на плечі жінок, оскільки виховання дітей і догляд за членами сім'ї літнього віку традиційно вважаються їхнім обов'язком.
Намагання пом'якшити проблему депопуляції за рахунок компенсації її міграційним приростом може мати для України вкрай негативні наслідки. Адже для простого заміщення поколінь («нульового приросту» чисельності населення) за існуючого рівня народжуваності треба, щоб чисельність дорослих збільшилася майже у 2 рази, тобто іммігранти мали б становити половину дорослого населення репродуктивного віку, а це спричинило б порушення єдності та внутрішньої рівноваги суспільства. Міграційний приріст населення України відбувається поки що за рахунок тих прибульців, які осідають тут через складнощі натуралізації в економічно розвинутих країнах. Україна тривалий час мала від'ємне сальдо зареєстрованої зовнішньої міграції, але з посиленням антиміграційного законодавства в країнах Заходу приплив мігрантів до України, особливо нелегальних, поступово збільшився. 2005 вперше за роки кризи було зареєстровано невелике перевищення чисельності прибулих над вибулими (4,6 тис. осіб), 19 % якого склали іммігранти з країн Азії та Африки. У 2006 міграційний приріст населення України становив 14,2 тис. осіб, у 2007 — 16,8 тис. осіб.
Бажаним варіантом збільшення чисельності населення України є створення сприятливих умов для повернення українців, які виїхали до інших країн в пошуках кращої долі, чи іноземців, які мають українське коріння.
Крім стану здоров'я, важливою характеристикою якості населення є його соціально-економічний склад, зокрема освітній, професійний і кваліфікаційний. В Україні за цими показниками в період загострення соціально-економічної кризи відбулися негативні зміни, породжені насамперед безробіттям в умовах різкого спаду рівня життя. Переважна більшість людей стала гірше харчуватися, що швидко позначилося на їх трудовому та інтелектуальному потенціалах. Набули поширення маргіналізація та безпритульність (у тому числі дитяча). Безробіття і вимушена зайнятість багатьох людей тими видами діяльності, які не відповідають рівню і характеру набутих ними раніше професійного та інтелектуального потенціалів, призвели до втрати ними кваліфікації. Неблагополучна ситуація склалася і на всіх рівнях освіти. Певна частина дітей взагалі перестала відвідувати школу. Доступ же до вищої професійної освіти через поширення її платності на більш ніж половину її потенційних здобувачів зробив її практично недоступною для вихідців із сімей, що перебувають за межею малозабезпеченості. Якість освіти також істотно погіршилася. До значних втрат сукупного трудового потенціалу призвела й трудова еміграція. У цілому, були зруйновані майже всі механізми масового відтворення в країні якісної робочої сили.
Одним з проявів кризи демореальності в Україні є погіршення соціального становища жінок. Їхня заробітна плата в середньому є нижчою за заробітну плату чоловіків. Це пов'язано з тим, що жінки зайняті більше, ніж чоловіки, виконанням робіт, які потребують меншої кваліфікації. У деяких галузях господарської діяльності жінки виконують важку працю, змушені працювати в умовах, які не лише не відповідають санітарно-гігієнічним нормам, а й умовам збереження репродуктивного здоров'я (яке руйнується, і вони втрачають здатність народжувати здорових дітей). Жінки працюють у менш престижних галузях економіки, ніж чоловіки, їхня абсолютна і відносна кількість на керівних посадах в усіх сферах виробництва, науки, культури й управління значно менша, ніж відповідна кількість чоловіків, вони мають менший доступ до економічних ресурсів. Жінки становлять більшість серед безробітних і серед працюючих за умов вимушеної неповної зайнятості, а працюючі жінки через бідність і кризовий стан суспільства системи дошкільних дитячих закладів та сфери побутового обслуговування, особливо в селах, ще більшою мірою, ніж раніше, несуть подвійний тягар — і професійної зайнятості, і домашніх обов'язків, умови для поєднання яких істотно погіршилися.
Входження українського суспільства в кризу демореальності було пов'язано насамперед з нежиттєздатністю старого суспільного організму та масштабними неконтрольованими процесами, які супроводжували соціально-економічні реформування. Новий суспільний організм може бути життєздатним лише за умови істотного поліпшення в країні соціальної якості населення, його трудового потенціалу. Історичний перехід людності України від якості суб'єкта старого суспільного організму до якості суб'єкта нового суспільного організму означатиме завершення першого, найскладнішого та найгострішого в соціальному відношенні етапу кризи демореальності. Без поліпшення соціальної якості українського населення подолання цієї кризи в Україні є нереальним, навіть якби вдалося звести до нуля депопуляцію. Реальне досягнення необхідного для сім'ї і суспільства режиму природного руху населення в Україні, тобто потрібної збалансованості народжуваності й смертності, можливе лише на основі досягнення мети першого етапу протидії кризі демореальності.